# Élisabeth Ferrand
Pour les articles homonymes, voir Ferrand.
Élisabeth Ferrand, née en 1700 et morte à Paris 3 septembre 1752, est une salonnière et philosophe française.

## Biographie
Élisabeth Ferrand est issue d'une famille de la noblesse champenoise. Elle est la fille de Paul Ferrand, seigneur de Boulleaux, près de Châlons, capitaine au régiment de Guyenne, et de Marguerite Delestre / Delaistre, remariée avant 1714 avec un sieur Delamotte, lieutenant colonel au même régiment.
Arrivée à Paris, elle s'installe dans des appartements sis au rez-de-chaussée du couvent des filles de Saint-Joseph, rue Saint-Dominique, dans le faubourg Saint-Germain. Elle y habitera jusqu'à sa mort en compagnie de son amie Antoinette Louise Gabrielle des Gentils du Bessay, veuve Henri Joseph comte de Vassé, connue sous le nom de comtesse de Vassé (1710–1768).
Dès les années 1730, les deux femmes y reçoivent une société de savants et philosophes de premier plan, dont Alexis-Claude Clairaut est l'un des plus illustres représentants. En 1733, Jean II Bernoulli, lors d'un séjour à Paris, est introduit auprès de mademoiselle Ferrand par Clairaut, et indique dans son journal de voyage que « cette demoiselle entend les mathématiques ; elle nous fit des expériences de physique sur l'attraction avec un tuyau de verre ». La maîtresse de maison y accueille de nombreux philosophes et savants, comme Helvétius, l'abbé Gabriel Bonnot de Mably, son frère l'abbé Étienne Bonnot de Condillac, l'académicien des sciences René-Antoine Ferchault de Réaumur, le mathématicien genevois Gabriel Cramer et sans doute aussi Maupertuis et D'Alembert.
Entre 1749 et 1752 Élisabeth Ferrand et son amie la Comtesse de Vassé ont également hébergé le prince Charles Edward Stuart, prétendant jacobite en fuite. Voici comment Grimm rapporte cet épisode dans sa Correspondance littéraire :

« Le malheureux prince Édouard, après être sorti de la Bastille, resta caché pendant trois ans à Paris, chez madame la marquise de Vassé, qui demeurait alors avec son amie, la célèbre mademoiselle Ferrand, à Saint-Joseph, au faubourg Saint-Germain. La  princesse de Talmont, dont il était toujours fort amoureux, habitait la même maison. Il se renfermait pendant le jour dans une petite garde-robe de madame de Vassé, où il y avait un escalier dérobé par lequel il descendait la nuit chez la princesse, et le soir derrière une alcôve du cabinet de mademoiselle Ferrand. Il jouissait là tous les jours, sans être aperçu, de la conversation d'une société fort distinguée. On y parlait souvent de lui, on en disait et beaucoup de bien et beaucoup de mal, et l'on se doutait bien peu du témoin caché devant qui l'on parlait. L'existence du prince dans cet asile, et le profond secret qui le déroba si longtemps aux yeux de tout l'univers entre trois femmes, et dans une maison où l'on recevait l'élite de la ville et de la cour, semblent tenir du prodige. »

Malade depuis plusieurs années, elle rédige le 8 février 1752 un testament dont les principaux bénéficiaires sont Condillac, Mably, Clairaut et madame du Vassé. Elle meurt le 3 septembre suivant, à l'âge de 52 ans.

## Contribution auTraité des sensationsde Condillac (1754)

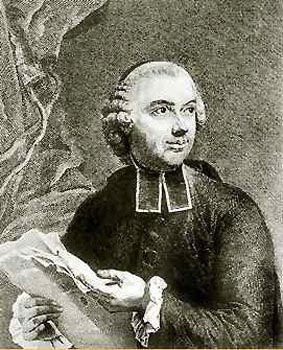
L'abbé Étienne Bonnot de Condillac (1714-1780), auteur du Traité des sensations (1754).

Si le Traité des sensations de Condillac, paru en 1754, est dédié à la Comtesse du Vassé, l'auteur rend longuement hommage à Élisabeth Ferrand dans sa préface et souligne à quel point il lui est redevable de son ouvrage :

« Il y a sans doute bien des difficultés à surmonter, pour développer tout ce systême; & j'ai souvent éprouvé combien une pareille entreprise étoit au dessus de mes forces. Mademoiselle Ferrand m'a éclairé sur les principes, sur le plan & sur les moindres détails & j'en dois être d'autant plus reconnoissant, que son projet n'étoit ni de m'instruire, ni de faire un Livre. Elle ne s'appercevoit pas qu'elle devenoit Auteur, & elle n'avoit d'autre dessein que de s'entretenir avec moi des choses auxquelles je prenois quelque intérêt. »

L'épigraphe de l'ouvrage, « Ut potero, explicabo, nec tamen, ut Pythius Apollo, certa ut sint et fixa, quae dixero: sed, ut homunculus, probabilia conjectura sequens », tirée des Tusculanes de Cicéron, a également été fournie par mademoiselle Ferrand. Grimm, dans sa Correspondance littéraire, précise le 1er décembre 1754 :

« Cette épigraphe est du choix de Mlle Ferrand, personne d'un mérite rare, philosophe et géomètre, morte il y a deux ou trois ans, et fort regrettée de notre auteur dont elle était l'amie intime, et de tous ceux qui l'ont connue. Si nous en croyons M. l'abbé de Condillac, mademoiselle Ferrand a une très-grande part au Traité des sensations, et je ne sais si cet aveu fait plus d'honneur à elle ou à celui qui le fait. »

## Iconographie
Un portrait intitulé Mademoiselle Ferrand méditant sur Newton est réalisé en 1752 par Maurice Quentin de la Tour; il est conservé à la Alte Pinakothek de Munich. 